# Declinia relicta
Declinia relicta is een keversoort uit de familie Decliniidae. De wetenschappelijke naam van de soort is voor het eerst geldig gepubliceerd in 1993 door Nikitsky, Lawrence, Kirejtshuk & Gratshev.